# غارتگر (فرنچایز)
غارتگر (به انگلیسی: Predator) یک فرنچایز رسانه‌ای آنتولوژی اکشن علمی تخیلی آمریکایی است که بر روی یک مجموعه فیلم متمرکز است که رویارویی انسان را با نژادی هوشمند از شکارچیان جویای جایزه فرازمینی معروف به یاهوچا را به تصویر می‌کشد. این مجموعه که توسط استودیوهای قرن بیستم تولید و توزیع می‌شود، با غارتگر (۱۹۸۷) به کارگردانی جان مک‌تیرنان آغاز شد و پس از آن با سه دنباله به نام‌های غارتگر ۲ (۱۹۹۰)، غارتگران (۲۰۱۰) و غارتگر (۲۰۱۸) و یک پیش‌درآمد، شکار (۲۰۲۲) دنبال شده است. این مجموعه منجر به انتشار رمان‌ها، کمیک‌ها و اسپین‌آف‌های بازی‌های ویدیویی متعددی شده است. فرنچایز بیگانه در برابر غارتگر تداوم بیگانه را به این فرنچایز پیوست می‌دهد که دارای دو فیلم می‌باشد. برخلاف فرانچایز بیگانه که دارای یک قوس داستانی پیوسته است، فیلم‌های غارتگر غیرخطی‌تر هستند، و در عوض بر رویارویی‌های فردی با یکی از غارتگران که در بازه‌های زمانی مختلف پخش شده‌اند، تمرکز می‌کنند.

## مرور کلی داستان
فرنچایز غارتگر مجموعه‌ای از برخوردهای مرگبار بین بشریت و یک موجود فرازمینی متخاصم و شکارچی غنائم معروف به یاهوچا را به تصویر می‌کشد. این مجموعه که عمدتاً در عصر کنونی قرن بیستم و بیست و یکم اتفاق می‌افتد، شامل فیلم‌هایی است که اگرچه تا حد زیادی مستقل هستند، اما رویارویی انسان با یاهوچا را در مکان‌های مختلف به تصویر می‌کشند. این موجودات که در اثر گرما و درگیری کشیده شده‌اند، قرن هاست که برای شکار انسان به زمین سفر می‌کنند.
در حالی که شکارچیان بر اساس معیارهای انسانی وحشیانه و بی رحمانه هستند، اما جنگجویان منضبطی هستند که با قوانین شرافتی سختگیرانه مقید هستند. آنها در درجه اول افرادی را هدف قرار می‌دهند که از نظر تئوری می‌توانند به مقابله با آنها بپردازند، مانند سربازان، جنایتکاران و مجریان قانون. آنها به غیرنظامیان غیرمسلح، زنان باردار، کودکان یا کسانی که دارای شرایط ناتوان کننده یا بیماری هستند آسیبی نخواهند رساند. برخلاف زنومورف‌های فیلم‌های بیگانه، یاهوچا هم قادر به رحمت و هم هوشمند هستند، اگرچه در طول سریال به ندرت آن را نشان می‌دهند. نژاد یاهوچا، یا حداقل یک جناح درون آن، همچنین به ربودن انسان‌ها، در میان موجودات دیگر، و شکار آنها در سیاراتی که به‌عنوان پناهگاه بازی نگهداری می‌کنند، معروف است.

## فیلم‌ها
| گاهشماری داستان غارتگر | گاهشماری داستان غارتگر | گاهشماری داستان غارتگر | گاهشماری داستان غارتگر |
| --- | ---------------------- | ---------------------- | ---------------------- |
| - شکار (۲۰۲۲) - غارتگر (۱۹۸۷) - غارتگر ۲ (۱۹۹۰) - بیگانه علیه غارتگر (۲۰۰۴) - بیگانه علیه غارتگر: آمرزش‌خوانی (۲۰۰۷) - غارتگر (۲۰۱۸) - غارتگران (۲۰۱۰) - بیگانه: شکارگاه (۲۰۲۰) - بیگانه جنگل بتنی (۲۰۰۵) - غارتگر: سرزمین‌های بد (۲۰۲۵) |                        |                        |                        |

### غارتگر (۱۹۸۷)
یک تیم نجات شبه نظامی نخبه به رهبری سرگرد داچ در یک عملیات مخفی در جنگلی در آمریکای مرکزی هستند که در آنجا وظیفه دارند یک مقام و دستیارش را از دست چریک‌ها نجات دهند. اما آنها با یک فرازمینی بسیار خطرناک با فناوری آینده نگر روبرو می‌شوند که آنها را برای ورزش شکار می‌کند و باید قبل از اینکه تمام کشته شوند، راهی برای شکست دادن آن پیدا کنند.

### غارتگر ۲ (۱۹۹۰)
در تابستان داغ سال ۱۹۹۷، یک غارتگر دیگر به لس آنجلس می‌رسد و اعضای یک باند تبه کار را شکار می‌کند و توجه نیروی پلیس محلی، به ویژه ستوان هریگان را به خود جلب می‌کند، که این موجود را در حالی که در سراسر شهر غوغا می‌کند، تعقیب می‌کند. خود این موجود نیز به نوبه خود توسط گروه ویژه دولتی مخفی OWLF به رهبری مأمور سیا پیتر کیز، که مایل است آن را برای مطالعه دستگیر کند، شکار می‌شود.

### غارتگران (۲۰۱۰)
گروهی از مزدوران و قاتل‌های بدنام ربوده شده و خود را در یک سیاره جنگلی حفاظت شده در یک بازی فرازمینی می‌یابند، جایی که باید یاد بگیرند که با هم کار کنند تا با گروهی از غارتگرهای سوپر و سایر موجودات که آنها را تعقیب می‌کنند مبارزه کنند و راهی برای فرار از این دنیا پیدا کنند.

### غارتگر (۲۰۱۸)
تکاور ارتش ایالات متحده کوئین مک کنا و تیمی از سربازان مبتلا به PTSD پس از مشاهده سقوط یک سفینه فضایی غارتگر بر روی زمین و مخفی کردن برخی از بقایای آن، باید یک جفت غارتگر را از بین ببرند، از جمله یک غارتگر پیشرفته جدید که از نظر ژنتیکی توسط گونه‌هایش تقویت شده است. مفهوم غارتگر با تمایز انواع و اهداف متعدد آن، در این فیلم گسترش می‌یابد.

### شکار (۲۰۲۲)
پس از خرید فاکس قرن بیست و یکم توسط شرکت والت دیزنی، آینده این سری زیر سؤال رفت، اگرچه باب ایگر تأیید کرد که برخی از فیلم‌ها با رتبه R باقی خواهند ماند. در دسامبر ۲۰۱۹، دن تراختنبرگ اعلام کرد که در حال ساخت فیلمی با عنوان کاری جمجمه‌ها با فیلمنامه ای از پاتریک آیسون است که در طول جنگ داخلی آمریکا اتفاق می‌افتد. در نوامبر ۲۰۲۰، فاش شد که این پروژه در واقع پنجمین فیلم در فرانچایز غارتگر است. تراختنبرگ اشاره کرد که از سال ۲۰۱۶ روی این فیلم کار می‌کرده و قصد داشت این پروژه را بدون اشاره به غارتگر به بازار عرضه کند. شرکت والت دیزنی این پروژه را از طریق بنر خود در استودیوهای قرن بیستم تولید کرد. در می ۲۰۲۱، امبر میدتاندر به عنوان بازیگر معرفی شد. در اواخر ژوئیه، این عنوان به جمجمه کوتاه شد و در نوامبر رسماً شکار نام گرفت. این فیلم در هولو در ۵ اوت ۲۰۲۲ منتشر شد.
داستان فیلم به نارو، یک جنگجوی کومانچی می‌پردازد، که در تلاش است تا نقش خود را به عنوان یک شکارچی ثابت کند و متوجه می‌شود که مجبور است از مردمش در برابر غارتگران و همچنین از تاجران خز فرانسوی که در حال از بین بردن بوفالوها هستند که مردمش برای بقا به آنها تکیه می‌کنند محافظت کند.

### فیلم بدون عنوان غارتگر (۲۰۲۵)
در اکتبر ۲۰۲۴، گزارش شد که یک فیلم مخفی غارتگر توسط دن تراختنبرگ کارگردانی شده است و یکی از دو فیلم غارتگر است که در سال ۲۰۲۵ اکران می‌شود و قرار است قبل از اکران غارتگر: سرزمین‌های بد به صورت استریم اکران شود.

### غارتگر: سرزمین‌های بد
در ژوئن ۲۰۲۲، دن تراختنبرگ اظهار داشت که بعد از انتشار شکار بحث‌هایی برای قسمت‌های اضافی در حال توسعه است. این فیلمساز عنوان کرد که قصد انجام کارهایی را دارد که قبلاً در فرانچایز انجام نشده است. در ماه اوت، بنت تیلور ابراز علاقه کرد که نقش خود را در نقش رافائل آدولینی در پیش‌درآمدی بالقوه از شکار بازی کند.
در فوریه ۲۰۲۴، گزارش شد که تعدادی از پروژه‌های غارتگر در حال توسعه هستند و دن تراختنبرگ در هر قسمت مشارکت دارد. در حالی که دنباله ای برای شکار یکی از آنهاست، فیلم جدیدی با عنوان کاری سرزمین‌های بد برای تصویربرداری اصلی در ژوئیه همان سال برنامه‌ریزی شده است. تراختنبرگ بار دیگر به عنوان کارگردان، با فیلمنامه ای توسط پاتریک آیسون، از داستان اصلی که آن‌ها با هم نویسندگی کرده‌اند، کار خواهد کرد. طرح داستان حول محور یک زن جدید نقش می‌بندد و در آینده به صورت زمانی مشخص می‌شود. ال فانینگ در حال مذاکره برای بازی در نقش اصلی بود.
غارتگر: سرزمین‌های بد قرار است در ۷ نوامبر ۲۰۲۵ در ایالات متحده اکران شود.